# Irans damlandslag i fotboll
Irans damlandslag i fotboll representerar Iran i damfotboll. Laget debuterade på bortaplan i och med en match mot Syrien i ett mästerskap i Jordanien i september 2005.

## Restriktioner
Enligt iransk lag får män inte betrakta idrottande kvinnor och laget spelar därför sina hemmamatcher inför en uteslutande kvinnlig publik och med kvinnliga funktionärer. Ytterligare ett krav från myndigheterna är att både hemmalagets och det gästande lagets spelare måste bära heltäckande klädsel inklusive hijab.
Landslaget skulle ha gjort sin första turné i Europa i juni 2007, där de skulle ha spelat i Berlin mot Dersimspor inför 5000 åskådare, och i Haninge i Sverige. I Berlin hade en grupp människor ansökt om att demonstrera mot den muslimska klädkoden. Laget fick i ett sent skede reseförbud och turnén ställdes in.